# Марґарет Вудбрідж
Марґарет Вудбрідж (англ. Margaret Woodbridge, 6 січня 1902 — 23 лютого 1995) — американська плавчиня.
Олімпійська чемпіонка 1920 року.